# Родственники жизни
«Родственники жизни» (яп. 人生の親戚 Дзинсэй-но синсэки) — роман Кэндзабуро Оэ. Был опубликован в 1989 году: сначала частями — в большом январском специальном выпуске журнала «Синтё» и в мартовском выпуске журнала «Бунгакукай» (эпилог), а затем в апреле того же года был издан «Синтёся» отдельной книгой. За произведение Оэ был удостоен премии Ито, став первым её лауреатом. В романе намечены тематика работ позднего Оэ (поиски веры в безверии, во многом через диалог с христианством; пути исцеления душевных травм); а также отчасти стиль (схематичность, упрощение языка с одновременным усложнением структуры, обнажённость цитат) и манера повествования (женщина выводится на роль главного героя).

## О названии
По словам самого писателя, название будущего романа возникло у него во время пребывания в Мексике (в 1976 году), когда его коллега по университету, где преподавал Оэ, познакомил его с текстом произведения, где фигурировал этот образ, «Parientes de la vida» (исп. «Родственники жизни»). Под родственниками при этом понимались горести, которые преследуют человека на всём его жизненном пути и избавиться от которых нельзя, остаётся только жить с ними. Испанское название сохранено, в частности, в немецком переводе романа (в качестве подзаголовка). По ходу повествования этот исходный образ в известной мере размывается, отчасти начиная означать и те близкие отношения, которые складываются между Мариэ (героиней романа) и жителями мексиканской деревни, где она завершает свой жизненный путь.

## Сюжет и интерпретация
На уровне сюжета, роман — история героини по имени Мариэ Кураки (倉木まり恵), матери двух детей-инвалидов. Старший Мусан (ムーサン) — умственно отсталый, младший Митио (道夫) — пострадал в вызванном идзимэ (школьной травлей) несчастным случаем, в результате чего его нижняя часть тела осталась парализованной. Хаяо Каваи в своём анализе произведения усматривает в этом метафору современности: разлад между духом и телом — в человеке теперь живёт либо одно, либо другое.
Отправная точка произведения — трагедия: сговорившись, дети совершают двойное самоубийство, сбросившись с утёса в море на полуострове Идзу. Ситуация граничит с абсурдом: умственно отсталый Мусан сбрасывается с обрыва, заткнув уши, чтобы не слышать пытающиеся остановить его крики случайных свидетелей драмы, за ним на инвалидной коляске следует младший брат, инициатор самоубийства, который уже было почти отказался от замысла. Последовавшее за этой драмой — духовный и телесный путь Мариэ, чьё имя напрямую отсылает к Деве Марии (фамилия, наоборот, — к тёмному началу), к преодолению глубокого кризиса и поиску как какого-либо рационального объяснения случившемуся, так и смысла своего дальнейшего существования. Путь этот идёт через попытку сближения с католичеством и неудовлетворённость им; затем приводит Мариэ в Калифорнию, где она живет в коммуне японских переселенцев вместе с другими членами мигрировавшей в полном составе религиозной секты во главе с её основателем, проповедующим наступление конца света и практику медитации как средство интенсификации восприятия оставшегося времени; испытав вновь разочарование, она пытается найти выход в сладострастии (так Мариэ становится одним из японских первопроходцев в практике триолизма), но, поняв тщетность этого и осознав необходимость страдания, наконец отправляется в Мексику, где находит себя в смешавшей аборигенов, метисов и японских переселенцев сельской общине в одной мексиканской деревне: там она отдаёт себя служению в ежедневном крестьянском труде, попутно взяв на себя заботу о гигиене труда (Мариэ принадлежит заслуга своевременного предотвращения эпидемии туберкулёза, за что она снискала всенародную любовь). Несчастья, однако, продолжают преследовать Мариэ: её дважды насилует некто мачо Мицуо. После пяти лет самопожертвенной жизни она, почитаемая как святая во всей округе, умирает от рака груди. Первым могилу ей рыть начинает её насильник, к тому времени уже выдворенный из деревни и живущий в трущобах Мехико. Приближённые Мариэ по инициативе Серхио Мацуно, основателя общины, который и привёл туда Мариэ, снимают о ней фильм, одним из рабочих названий которого становится пафосное «Последняя женщина на Земле» (сама Мариэ, при жизни которой начались съёмки, предлагала вариант «Родственники жизни»). Судьба, однако, смеётся и над самим фильмом, который, будучи отправленным писателю К, от имени которого и ведётся всё повествование, изымается на таможне, будучи признанным порнографией.
Что характерно для Оэ (название фильма в этом смысле тоже показательно), он чужд мелодраматизации описываемого: трагическое в романе постоянно подрывается гротескным и чёрным юмором. Сабуро Кавамото в своей интерпретации романа также настаивает на таком прочтении, отмечая, что несмотря на то, что всё повествование, по сути, представляет собой череду трагических событий, следует не поддаваться соблазну этой фабулы, а пытаться уловить трагикомичную амбивалентность произведения, обращая внимание на то, что мир романа — крайне гипертрофированная реальность, что наглядно показано и в эксцентричности большинства персонажей, и связей, возникающих между ними в соответствующих обстоятельствах. Анализируя собственно серьёзную составляющую романа, Ясуко Клермонт, также указывая на условность, если не карикатурность персонажей, утверждает, что в основе сочинения заложено сартровское ничто, что подчеркивается завершающим текст признанием рассказчика о своей близости исканиям Мариэ и собственной беспомощности преодолеть пустоту внутри себя и принять ту или иную веру.
В ткань романа вплетены литературные произведения самых различных авторов: текст начинается цитатой из Йейтса; сама Мариэ является специалистом по творчеству Фланнери О'Коннор (диалог с ней проходит через всё повествование); находящемуся в Мексике «автору» под впечатлением от чтения «Серебряного голубя» Андрея Белого снится эротический сон, где рябая Матрёна сливается с Мариэ, а осмысление этого сна приводит его к вводу в роман «Сельского священника» Бальзака с лицом Вероники, изуродованным оспинами; Саттян (бывший муж Мариэ), вставший на путь медленного саморазрушения алкоголем после самоубийства детей, пишет письма «автору», цитируя «Чистилище» Данте; Мариэ после этой трагедии находит утешение в предсмертных словах Катерины Ивановны из «Преступления и наказания» Достоевского, а на излияние Саттян хладнокровно отвечает аллюзией на «Раскаяние» Кольриджа; наконец, предельно приблизиться к религиозному опыту, так его, впрочем, и не испытав, Мариэ может только в чтении «Второго пришествия» Йейтса. Такой подход является типичным для зрелых сочинений Оэ, где изощрённая перекличка с другими текстами используется для преодоления реализма (особенно его специфически японского варианта сисёсэцу): оставляя персонажей схематичными, за счёт ввода всё новых контекстов, он достигает их многомерности.

## Интересные факты
- В первой главе описывается голодовка в пользу отмены смертного приговора некому южнокорейскому поэту. Прототипом этого эпизода являются реальные события 1975 года, когда Оэ на самом деле принимал участие в такой акции в защиту поэта Ким Чжиха (приговор был отменён).
- Знакомство ведущего повествование «я» с Мариэ приходится на концерт «Страстей по Иоанну» Баха, куда они приходят вместе со своими больными детьми.

## Переводы
- Кэндзабуро Оэ. Эхо небес. Пер. с англ. В. Кобец. — СПб.: Амфора, 2010. — 256 с. — ISBN 978-5-367-01342-9. (двойной перевод с английского книги «An Echo of Heaven», см. ниже)
- Kenzaburo Oe. An Echo of Heaven. Translated by Margaret Mitsutani. — Kodansha International, 1996. — 204 с. — ISBN 4770019866.
- Kenzaburo Oe. Verwandte des Lebens (Parientes de la vida). Aus dem Japan. von Jaqueline Berndt und Hiroshi Yamane. — Berlin: edition q, 1994. — 222 с. — (Japan-Edition). — ISBN 3-86124-184-6.
- 오에 겐자부로 (Оэ Кэндзабуро). 인생의 친척 (Родственники жизни). Перевод Пак Юха (박유하). — 웅진지식하우스 (Унчжин Чжисик Хаус), 2005. — 256 с. — ISBN 9788901049915.